# Francis Van den Eynde
Seraphin François (Francis) Van den Eynde (Brussel, 1 april 1946 - Aalst, 4 maart 2021) was een Belgisch Vlaamsgezind politicus. Hij maakte deel uit van de Volksunie, VVP en Vlaams Blok/Vlaams Belang.

## Levensloop
Van den Eynde doorliep de humaniora in Brussel en ging vervolgens aan de slag bij een verzekeringsbedrijf.
Eind jaren 1960 werd hij actief in de Vlaamse Beweging. Hij werd politiek actief binnen de Volksunie waarin hij enkele bestuursfuncties uitoefende. In 1970 werd hij kringvoorzitter van de Were Di-afdeling in Brussel en in 1969 werd hij medeoprichter en penningmeester van de Agglomeratieraad van de Nederlandstalige Brusselse Jeugd. In 1971 was hij medeoprichter van de jeugd- en studentenvereniging Vlaamse Macht, die zich kantte tegen enkele bepalingen van de eerste staatshervorming in 1970. In 1976 was hij eveneens medestichter van de extreemrechtse nationalistische organisatie Voorpost. In 1980 volgde hij Roeland Raes op als voorzitter van deze organisatie, wat hij bleef tot in 1988. Ook was hij redactielid van Revolte, het blad van Voorpost. In zijn artikels voor dit blad liet Van den Eynde zich sterk inspireren door de Franse Nouvelle Droite-beweging. 
Na het Egmontpact verliet Van den Eynde de Volksunie en werd hij lid van de Vlaamse Volkspartij van Lode Claes, dat in 1979 onderdeel werd van het Vlaams Blok. Hij was bestuurslid voor de partij in het arrondissement Gent en in 1991 werd hij lid van de partijraad. Ook was hij actief in de studiedienst van de partij: hij verzorgde de kadervormingen rond het Vlaams-nationalisme. Via het Uilenspiegelcomité steunde hij samen met Filip Dewinter tevens Vlaamse extreemrechtse militanten die voor de rechtbank werden gedaagd.
Hij zetelde vanaf 24 november 1991 als lid van de Kamer van volksvertegenwoordigers voor het Vlaams Blok en het Vlaams Belang voor het kiesarrondissement Gent-Eeklo, en de kieskring Oost-Vlaanderen. Van 1999 tot 2007 was hij er voorzitter van de commissie Infrastructuur, Verkeerswezen en Overheidsbedrijven en van 1999 tot 2001 was hij ondervoorzitter van de Kamer. In mei 2001 beëindigde hij deze functie toen een meerderheid van de kamerfractieleiders zijn ontslag eiste, nadat gebleken was dat hij aanwezig was geweest op een bijeenkomst van het Sint-Maartensfonds. Door het toen bestaande dubbelmandaat was hij van 1991 tot 1995 eveneens lid van de Vlaamse Raad. Als Kamerlid was hij een actief lid van de commissies Sociale Zaken, Binnenlandse Zaken en Buitenlandse Betrekkingen en als parlementslid legde hij zich toe op sociale problemen, migratie, taalbeleid en media. Bij de verkiezingen van juni 2010 kwam hij niet meer op. Op lokaal politiek niveau was Van den Eynde van januari 1989 tot december 2012 gemeenteraadsslid van Gent, waar hij ook fractievoorzitter was voor zijn partij.
Eind jaren 2000 steunde Van den Eynde toenmalig Vlaams Belang-voorzitter Frank Vanhecke en Marie-Rose Morel in hun pogingen om de partij een meer gematigde, op beleidsdeelname gerichte koers te laten volgen, waarbij ze botsten op de weerstand van partijboegbeelden Filip Dewinter en Gerolf Annemans. In maart 2011 scheurden Van den Eynde en vier andere VB-gemeenteraadsleden zich van de Vlaams Belang-gemeenteraadsfractie af na onenigheid met de nationale partijtop over de samenstelling van het bestuur van de lokale partijafdeling. Van den Eynde verklaarde lid van Vlaams Belang te willen blijven en een kritische koers ten opzichte van het nationale bestuur te willen varen. Het partijbestuur besloot Van den Eynde echter te schorsen en op 27 juni 2011 zette voorzitter Bruno Valkeniers hem uit de partij. Van den Eynde riep daarna op om bij de verkiezingen van oktober 2012 te stemmen op N-VA maar werd niet actief bij die partij. Hij vertrok definitief uit de politiek, maar schreef wel nog opiniestukken voor Doorbraak en 't Pallieterke.
Van den Eynde overleed op 4 maart 2021 aan hartproblemen, waaraan hij al een tijdje leed.
Gerelateerde onderwerpen: Partijprogramma · 70-puntenplan · Cordon sanitaire · Racismeklacht